# M7刺刀
M7刺刀（英語：M7 Bayonet，國家庫藏編號：1095-00-073-9238）是一款美國軍隊所使用的M16突擊步槍配用的刺刀，亦可以被M4A1卡賓槍、IMI Galil、斯泰爾AUG、FN FNC、SAR 21和貝瑞塔ARX-160突擊步槍和卡賓槍，以及莫斯伯格戰鬥霰彈槍、Ultimax 100輕機槍所使用。它可以被用來作為戰鬥刀和實用工具。

## 歷史
1964年，M7刺刀於M16在越南战争期間開始在美國軍隊服役的同時推出。
在陆军服役的M7刺刀大部分被M9刺刀取代。而在海軍陸戰隊的則被OKC-3S刺刀所取代。但儘管如此，陸軍、海軍和空軍仍然大量使用M7刺刀，而在未來幾年內可能還在使用。

## 概述
M7刺刀是以M14步槍所使用的舊式M6刺刀為藍本。兩者之間最顯著的差異是槍口環的直徑，以及其卡筍夾。M7釋放機構是在柄端上，而M6則在護手的附近具有一個彈簧支撐式槓桿，按壓時會把刺刀從槍上釋放。這兩種型號的長度大致相同，具有相同的氧化黑色表面處理塗層。刺刀刀片為刃背不對稱，刀刃部為通體開刃，刀背前端則一半開刃。刀柄為兩塊對稱黑色絕緣材料科騰聚合物作成，通過螺絲安裝，並具有防滑槽紋。M7刺刀可使用M8A1刀鞘，鞘身為工程塑料，鞘口和底口為鋼製，腰帶拉帶材料為綠色帆布，可以裝上美軍S型腰帶；亦可使用更為新型版本的M10刀鞘。
M7刺刀在美国、加拿大、西德、菲律宾、新加坡、中華民國和韓國都有生產。

## M8與M8A1刀鞘
M7有三款可配用的刀鞘，其中兩款：M8與M8A1刀鞘都具有橄欖褐色玻璃钢製鞘身與鋼喉。早期版本的M8刀鞘只有一個皮帶環並且移除了早期的刺刀刀鞘用於連接負載設備，比如M1910背袋的雙鉤。而在第二次世界大战後期當中生產的改進型M8A1刀鞘具有對應M1910的彎曲線鉤。在鞘喉凸緣部的扁鋼製部件以上標有“US M8”或“US M8A1”以及生產商的首字母。後來一部份M8刀鞘作出了追加對應M1910的鉤子的修改。其後M8A1刀鞘在腹板吊架上製有經過改進的延伸護翼，為M5刺刀提供更多間隙，繼而加寬了其刺刀握柄的摩擦面。這款刀鞘亦對應於戰後的所有美國刺刀，包括M4、M5、M6和M7。這些刀鞘亦可用於收納M3格鬥刀。

## 圖解
左圖為M7刺刀結構

1. 緊固鉚釘內襯

2. 墊圈

3. 握柄片

4. 握柄片

5. 刀身及護手

6. 卡筍夾，具有空穴，用以安裝在槍管上

7. 鎖安裝板

8. 鎖安裝板

9. 彈簧

## 圖集

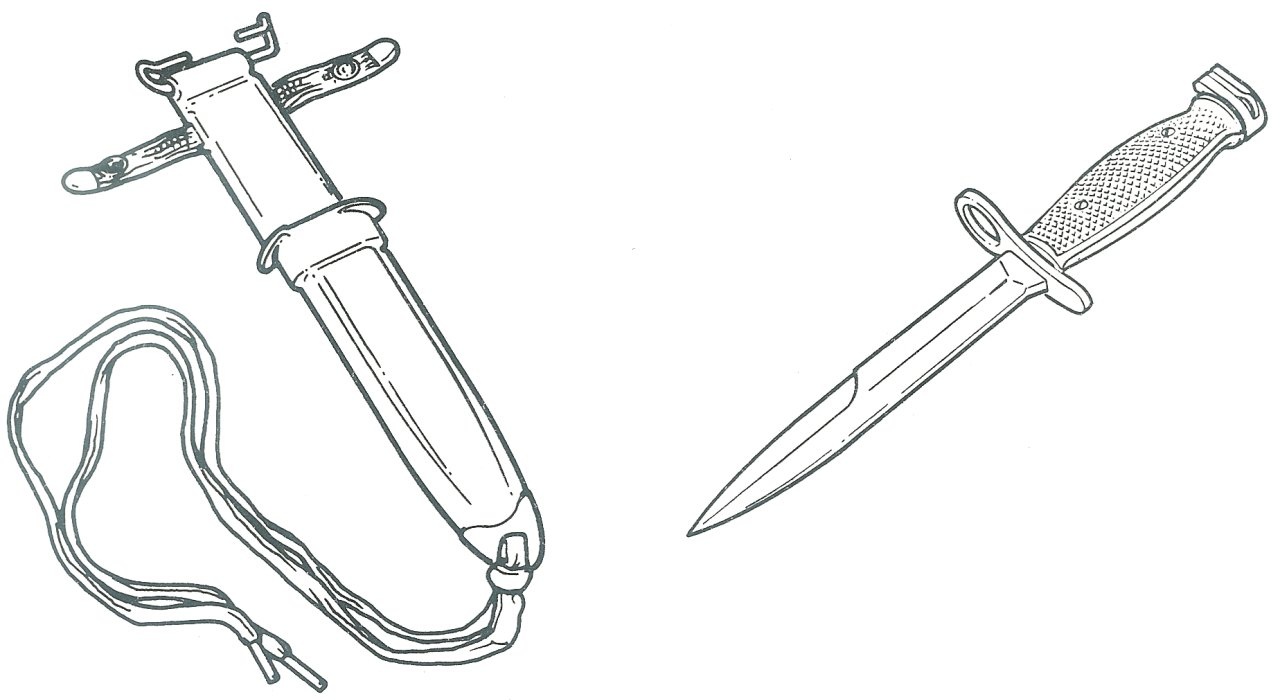
M7刺刀與M8A1刀鞘。
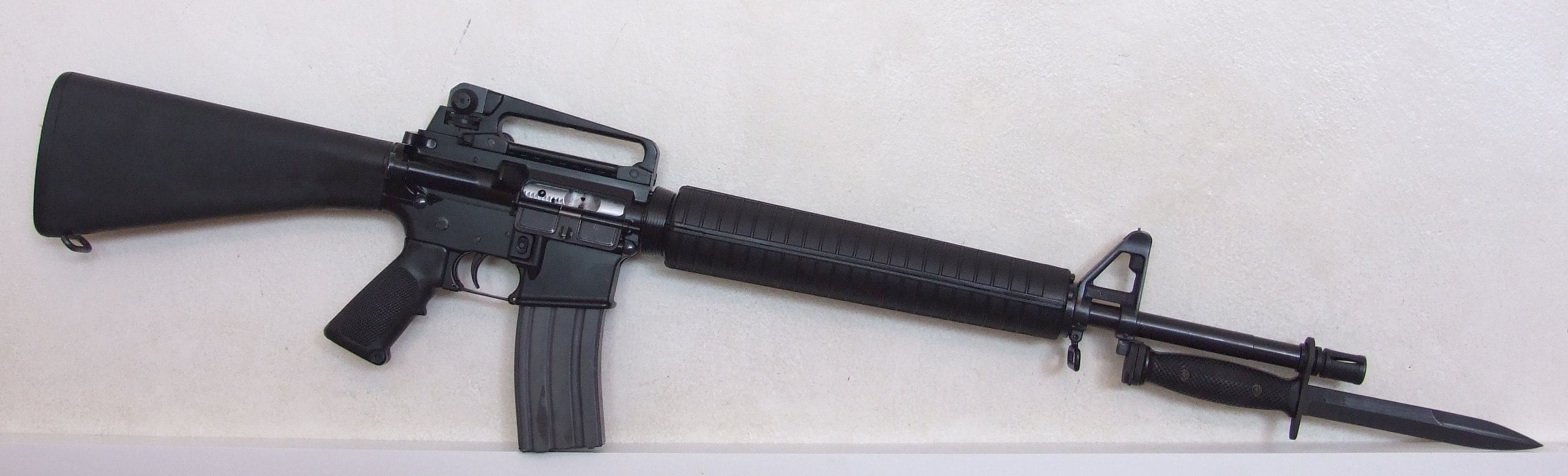
裝上了M7刺刀的M16A4突擊步槍。
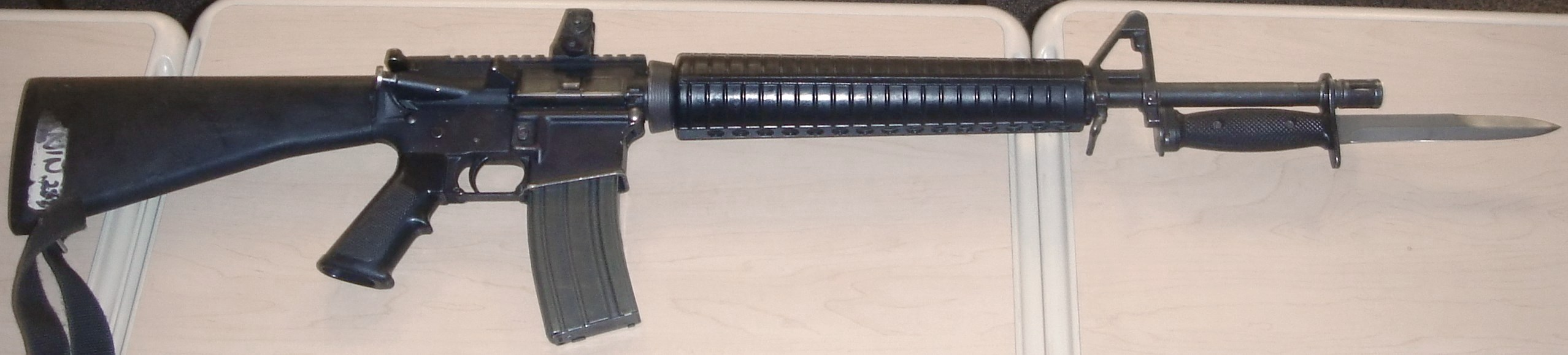
裝上了C7刺刀的C7A1。
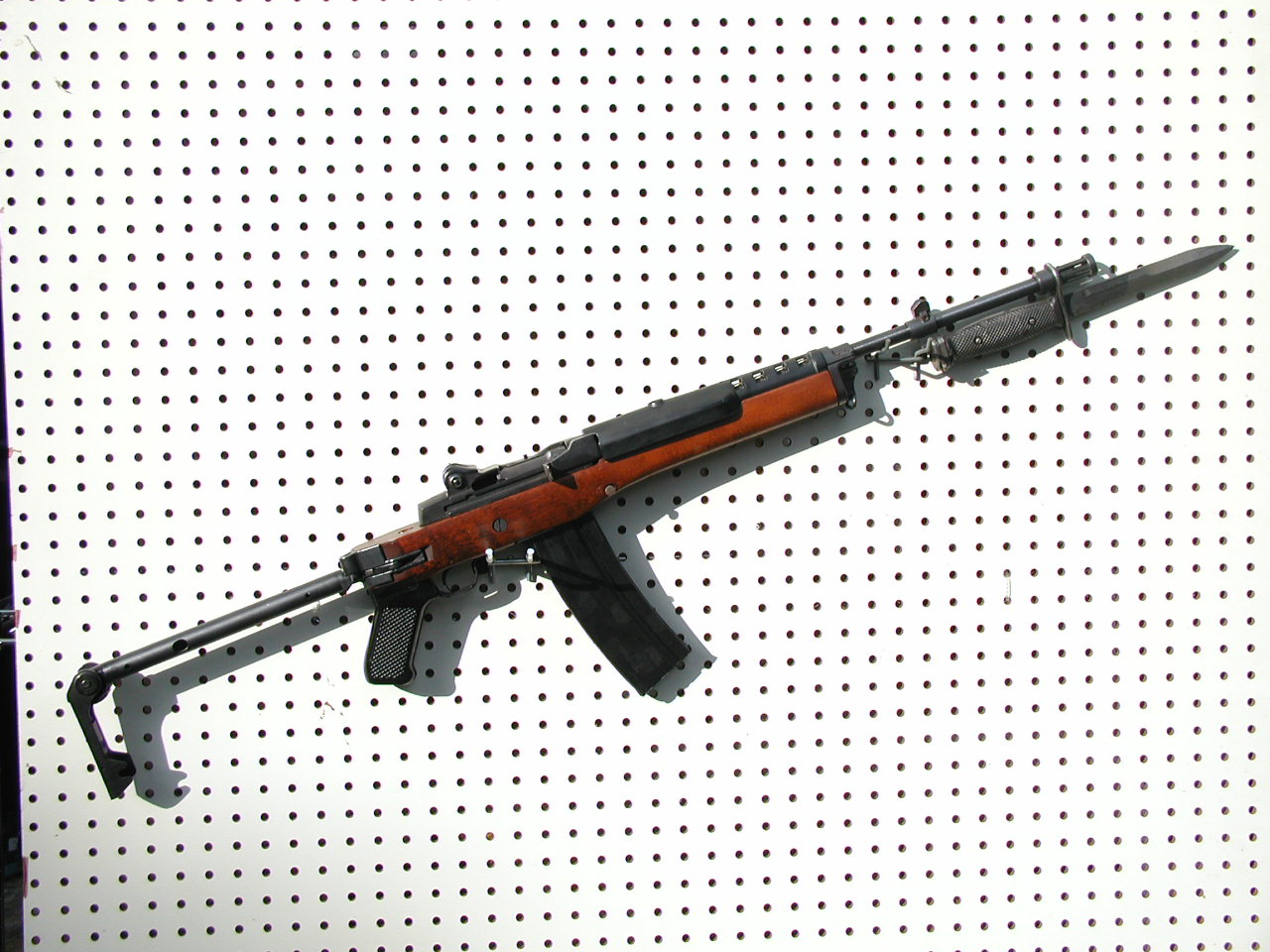
裝上了M7刺刀的儒格AC-556。
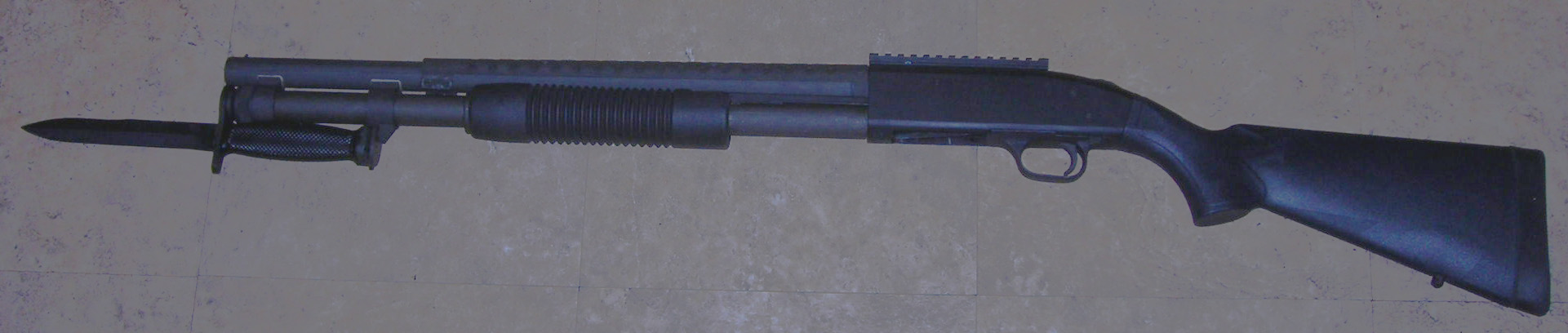
裝上了M7刺刀的磷酸鹽化處理莫斯伯格590A1，機匣上裝有MIL-STD-1913戰術導軌，槍管上裝有修改型M590隔熱罩，20英寸（508毫米）槍管，容彈量8發。
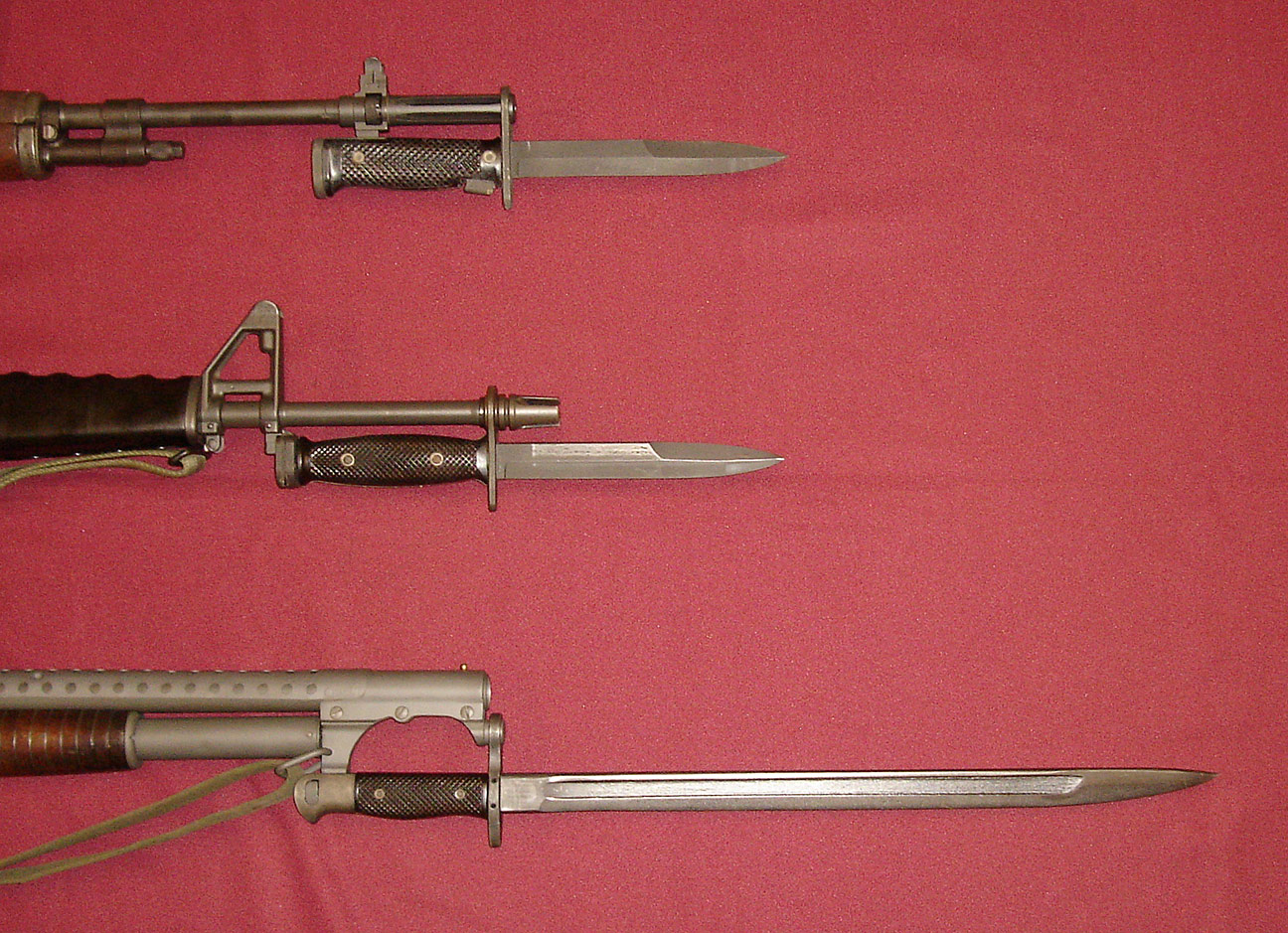
越南战争期間美軍採用的三種刺刀： 上：裝在M14自动步枪以上的M6刺刀。 中：裝在M16A1突擊步槍以上的M7刺刀。 下：裝在溫徹斯特M12戰鬥霰彈槍以上的M1917刺刀（英语：M1917 bayonet）。

## 使用國
- 加拿大 －由內拉加拿大公司仿造，命名为C7内拉刺刀（英语：C7 Nella Bayonet），2004年退役并由CAN 2000式刺刀取代[3]
- 香港
  - 香港警務處（安裝在柯特AR-15 Sporter I步槍上，主要作儀仗用途）
- 菲律賓
- 新加坡
- 美国
- 西德
- 中華民國：國產品規格與原版有異，採用M7相同型號的刀鞘，但刀刃較長（33.5公分），命名為65式刺刀，仍服役中。

## 流行文化

### 电子游戏
- 2012年—《战争前线》：作为机枪的可用枪口配件出现，命名为“机枪刺刀”，专家解锁，可以安装于除新手、普通解锁、高级解锁以外的所有机枪上。
  - 该配件于配件改革后被移除，原步枪刺刀现在代替该配件也可安装于机枪上。

## 資料來源
1. ↑  Russell Phillips. . Shilka Publishing. 21 June 2011: 10–  [2016-01-30]. ISBN 978-1-4581-0420-5. （原始内容存档于2014-07-08）.
2. ↑  Gordon Rottman. . Osprey Publishing. 2011: 49–  [2016-01-30]. ISBN 978-1-84908-690-5. （原始内容存档于2014-07-08）.
3. ↑  . worldbayonets.com.   [2022-04-04]. （原始内容存档于2022-01-26） （美国英语）.

- （繁體中文）—宏均國際有限公司—BY-M16 M7刺刀 （页面存档备份，存于）

## 外部連結
- （英文）—Army Fact File （页面存档备份，存于）
- （英文）—Olive Drab （页面存档备份，存于）
- （简体中文）—D Boy Gun World（槍炮世界）—AR-15/M16专辑—刺刀 （页面存档备份，存于）